# كناريون (نبات)
الكناريون (الاسم العلمي:Canarium) هو جنس من النباتات يتبع الفصيلة البخورية من رتبة الصابونيات.

## أنواع نبات الكناريون
- كناريون أبيض
- كناريون أسترالاسي
- كناريون أسترالي
- كناريون بالنسي
- كناريون بلسمي
- كناريون بنغالي
- كناريون بيضوي
- كناريون ثلاثي الأوراق
- كناريون ثنائي التفرع
- كناريون جزر سليمان
- كناريون حرجي
- كناريون خشن السويق
- كناريون ذنبي
- كناريون راتينجي
- كناريون زيتوني
- كناريون سومطري
- كناريون سيكيمي
- كناريون سيلاني
- كناريون شاطئي
- كناريون شعري
- كناريون عظيم الأزهار
- كناريون فيتي
- كناريون كبير الأزهار
- كناريون كبير الثمار
- كناريون كثيف الشعر
- كناريون كينابالي
- كناريون لامي
- كناريون لاي
- كناريون لوزوني
- كناريون متعدد الأوراق
- كناريون متوسط
- كناريون مخطط
- كناريون مدغشقري
- كناريون مستدير الأوراق
- كناريون مسنن
- كناريون مفتوح
- كناريون منتشر
- كناريون مولري
- كناريون ميريلي
- كناريون هندي